# 泉田裕彦
泉田 裕彦（いずみだ ひろひこ、1962年〈昭和37年〉9月15日 - ）は、日本の政治家、通産・経産官僚。自由民主党所属の元衆議院議員（2期）。
国土交通大臣政務官兼復興大臣政務官兼内閣府大臣政務官、新潟県知事（公選第17・18・19代）、全国知事会危機管理防災対策特別委員会委員長（中央防災会議委員）、全国積雪寒冷地帯振興協議会会長、全日本錦鯉振興会会長、国土交通省貨物流通システム高度化推進調整官、岐阜県新産業労働局長などを歴任。

## 来歴
新潟県加茂市生まれ。加茂市立加茂小学校、加茂市立加茂中学校、新潟県立三条高等学校、京都大学法学部（佐藤幸治ゼミ）卒業。
1987年、通商産業省（現・経済産業省）に入省。入省同期に、衆議院議員の棚橋泰文がいる。ブリティッシュコロンビア大学客員研究員や資源エネルギー庁（石油部精製課統括班長）・産業基盤整備基金（総務課長）への出向を経て、1998年6月より通商産業省大臣官房秘書課長補佐。2001年、国土交通省へ出向し貨物流通システム高度化推進調整官を務める。2003年からは岐阜県庁へ出向し、知事公室参与や新産業労働局長を務めた後、退官した。
2004年、3期12年にわたり新潟県知事を務めていた平山征夫が4選不出馬を表明した。これを受け、それまでは日本共産党を除くオール与党体制で平山を支えてきた各党が候補擁立に動き出した。民主党新潟県連および社会民主党は8月25日、元新潟大学教授で早稲田大学社会科学部教授の多賀秀敏を擁立して連合新潟の支持をいち早く取り付け、8月中旬に知事選出馬の意向を表明していた無所属の黒岩宇洋参議院議員（のちに民主党に入党）は出馬を見送った。かたや民主党内において、元郵政大臣の渡辺秀央ら保守系勢力は、泉田の擁立に向けて動き出す。また、同時期に自由民主党は当時内閣府参事官を務めていた、新潟県立高田高等学校OBの総務省キャリア官僚の擁立を模索しており、その他にも前回の知事選に出馬して平山に敗れた元新津市長の小林一三、元上越市長で新潟県議会議員の宮越馨（2000年の知事選では小林を支持）、長岡市長の森民夫、前新潟県副知事らも立候補に意欲を示していた。
結局前出の総務省キャリア官僚や長岡市長、前副知事は出馬を見送ったものの、自民・公明両党による泉田への候補者の一本化が8月28日までずれ込んだ上、泉田以外にも小林と宮越の2候補が出馬したため、保守系候補が乱立した状態で選挙戦がスタートする。一方、民主党内でも泉田と多賀への支持が割れており、9月に入ってから泉田への支持を表明した地元の財界や小池清彦加茂市長ら、県央地区関係者の尽力により、新潟・長岡両市では得票数が多賀を下回ったものの、泉田が初当選を果たした。当選時は42歳で、全国最年少であった。知事に就任する2日前の10月23日に新潟県中越地震が発生し、泉田は知事就任前から次期知事として県庁入りして状況の把握に務め、就任当日から震災対応や被災地の復興に追われた。2007年に読売新聞が実施した「全国知事支持率世論調査」では、調査対象の全46都道府県（知事選が実施されていた群馬県は除外）の中で、全国4位の支持率（70.5%）を、朝日新聞が実施した世論調査では全国6位の支持率（69%）及び全国45位の不支持率（8%）を記録した。
2008年の新潟県知事選挙で再選、2012年の新潟県知事選挙で3選。
2016年の新潟県知事選挙に向け、同年2月の新潟県議会で4選を目指して立候補する意向を表明していたが、8月30日、県が出資する企業の中古フェリー購入問題に関して、地元紙・新潟日報が憶測記事や事実に反する記事を掲載し続けているとして、「このままでは十分に訴えを県民の皆様にお届けすることは難しい」と立候補の撤回を表明。10月24日に任期満了に伴い退任した。

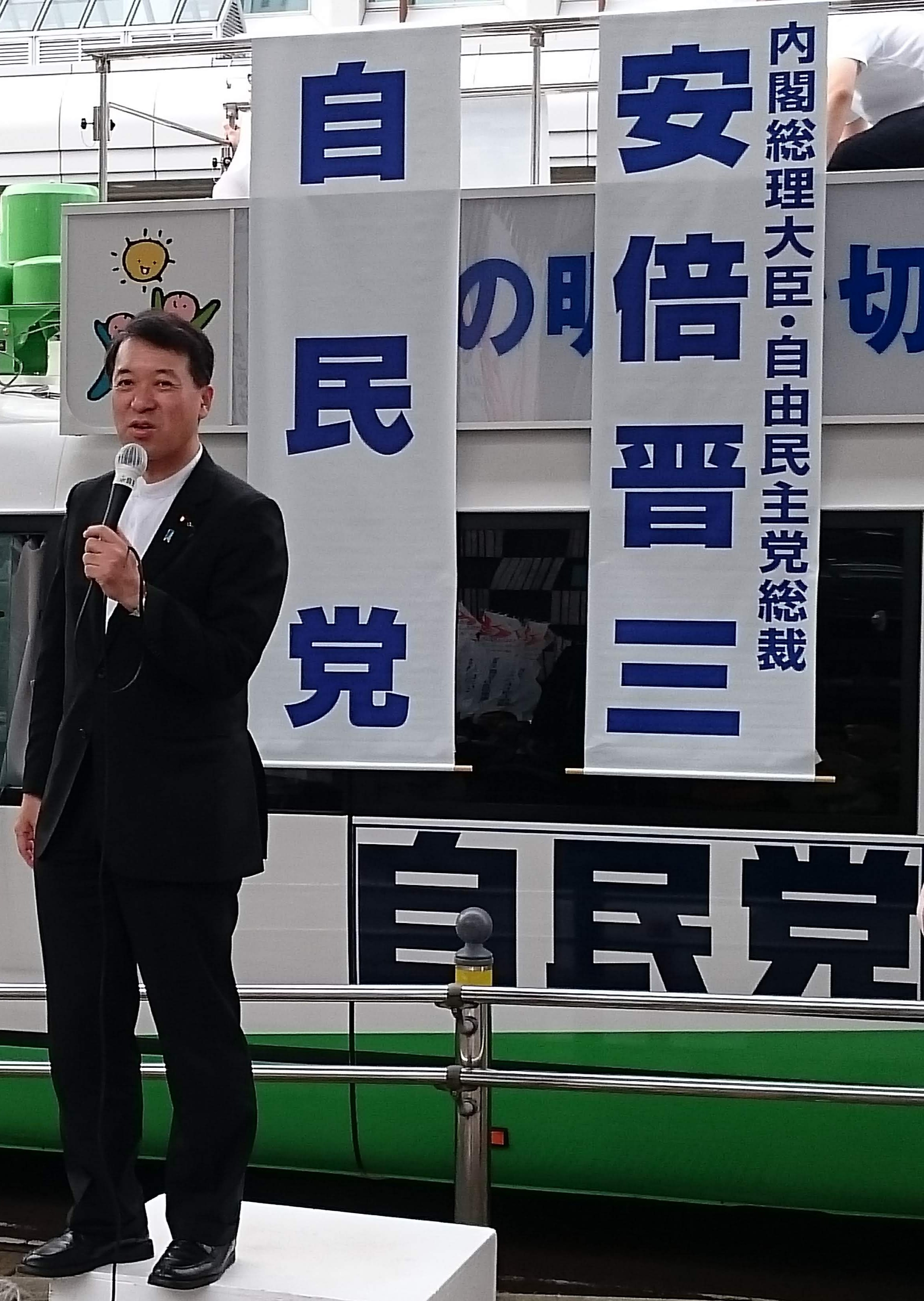
応援演説中の泉田

2017年9月27日、自由民主党は第48回衆議院議員総選挙の新潟5区に泉田を公認候補として擁立することを決定した。選挙戦では無所属の前魚沼市長の大平悦子を破り初当選した。同年10月26日、志帥会（二階派）に入会。

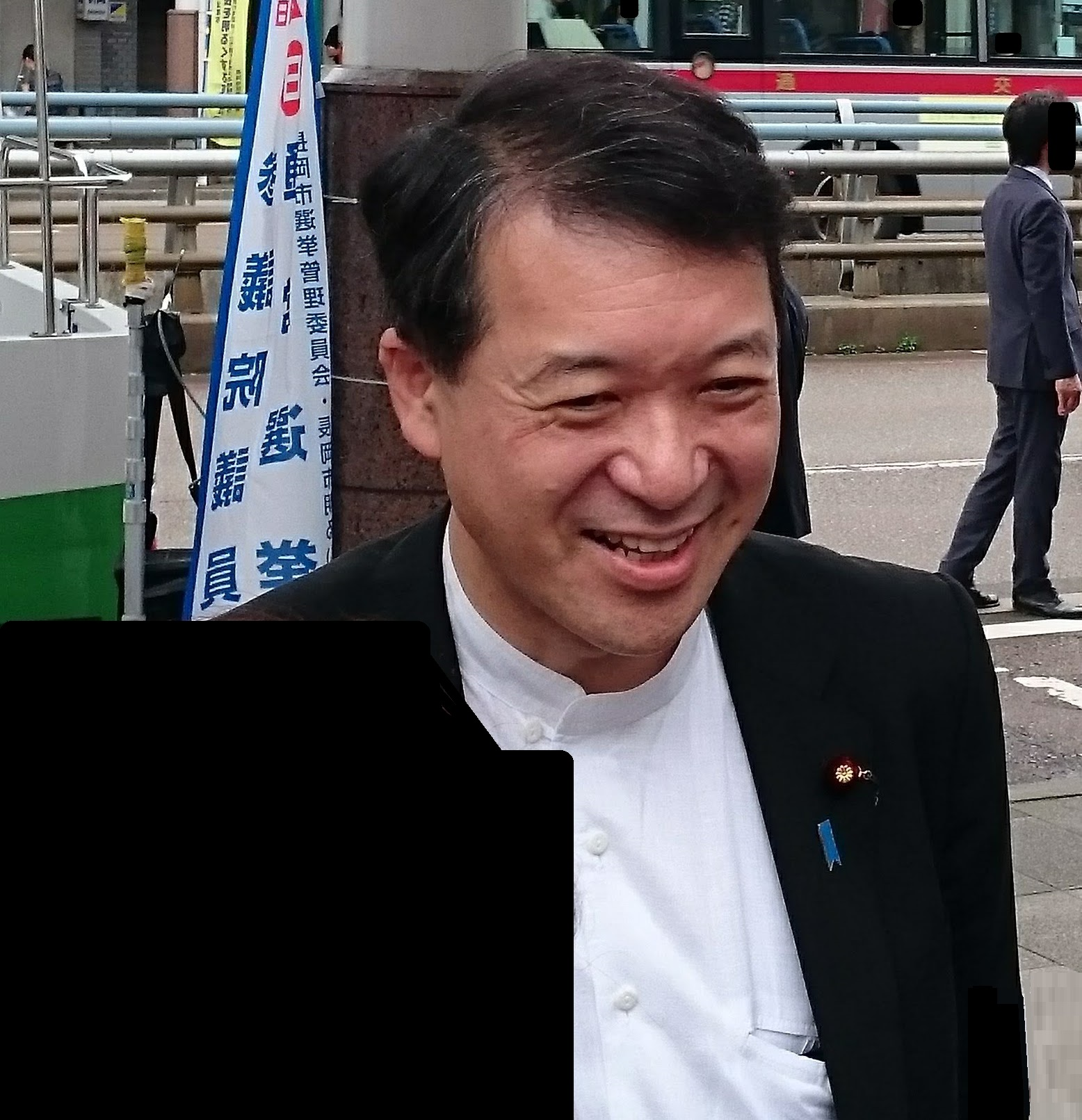
新潟県長岡市にて（2019年7月）

2021年10月31日の第49回衆議院議員総選挙に自民党公認で立候補。元長岡市長の森民夫が無所属で立候補し、保守分裂の様相を呈したこともあり、野党統一候補となった無所属の米山隆一との元知事同士の対決に小選挙区で敗れた。自民党は比例北陸信越ブロックで6議席を獲得。4番目の惜敗率により比例復活で再選した。2023年2月17日付で志帥会を退会した。
2024年9月27日に行われた自民党総裁選挙において石破茂の推薦人に名を連ね、1回目の投票、決選投票、ともに石破に投じた。
2024年10月27日執行の第50回衆議院議員総選挙では、自民党の公認を得られず無所属で（新）新潟4区（公職選挙法改正で県内の小選挙区定数削減と選挙区域変更が行われたため）から立候補し、自民党公認の鷲尾英一郎と事実上の自民党系の保守分裂選挙となった。このため、自民党新潟県連は「党規律規約に抵触する」として同月15日付で党本部に対し、泉田の除名を求める文書を提出している。結果、先回敗れた米山や、自民党公認の鷲尾に及ばず3位の得票数で落選した。

## 政策・主張

### 新潟州構想
2011年1月25日、泉田知事及び篠田昭新潟市長の連名で、新潟県・新潟市を解体し二重行政を解消するための「新潟州構想」を提唱した。

### 受動喫煙問題
2011年1月から3月の間に調査実施された飲食店における喫煙環境についてのアンケートの中で、「100％禁煙以外の対策では完全に受動喫煙を防ぐことはできない」として、飲食店の喫煙規制強化に賛成している。

### 東日本大震災の瓦礫の焼却処理
2013年2月14日、三条市・柏崎市による東日本大震災で生じた瓦礫の焼却処理について、水俣病の場合は原因企業の関係者が刑事責任を問われたことに言及し、「健康被害を受ける人が出ると傷害。それによって亡くなれば傷害致死と言いたいが、分かっていてやったら殺人に近い」と批判した。

### 柏崎刈羽原子力発電所の再稼働
東京電力ホールディングス柏崎刈羽原子力発電所（柏崎市・刈羽村）の再稼働について、2011年3月の福島第一原子力発電所事故後は「福島事故の検証なしに、再稼働の議論はしない」と一貫して主張し続けた。2013年7月、東京電力が柏崎刈羽原発の再稼働に向けた安全審査を、原子力規制委員会に申請した際には、事前に説明がなかったとして「申請をしていくのは、国民の理解を得られるとは到底思えない。地元に対する説明も一切ない」と強い不快感を表明。東京電力社長広瀬直己と会談し、「なぜ急いだのか」と、東京電力の姿勢を批判した。

### 消費税
「消費税0%の検討」を掲げた『国民を守るための「真水100兆円」令和2年度第2次補正予算に向けた提言』に賛同している。

## 不祥事

### 岐阜県庁裏金問題
2003年から2004年にかけて経済産業省から岐阜県庁に出向しており、2006年7月に発覚した岐阜県庁裏金問題に関連し、岐阜県から105万円を返還するよう請求を受けた。これに対し、新潟県知事に就任していた泉田は、裏金問題への自身の関与を否定する留保文書を発表し、返還の留保を表明。岐阜県庁の対応を批判し謝罪を要求したが、この泉田の対応に対しては複数の新潟県議会議員、さらに岐阜県の古田肇、返還請求に応じた岐阜県庁OBからも批判の声が上がった。批判を受けた後も泉田は、返還を留保する姿勢を崩さず、新潟県庁のホームページに同様の趣旨のコメントを掲載した。

### 2021年衆議院選挙をめぐる裏金告発問題
2021年11月29日午後、自身の公式Twitterに「総選挙の闇：新潟5区」と題するツイートを投稿。「今回の衆議院総選挙で、2～3千万円の裏金要求をされました。『払わなければ選挙に落ちるぞ』という文脈でした。広島で事件があったばかりでよくやると思いましたが、違法行為はお断りしました」と記載した。
同日夜、泉田の秘書が、泉田の資金管理団体「泉田裕彦政治経済防災研究会」の公式Twiiterを更新。裏金を要求した人物の秘書から、4年前に「Kという人物を（泉田の秘書に）採用しないと、明日から対立候補を立てて活動していく。そして、あんたのところは2年半後の選挙で落選する」と脅されたと記載した。泉田がKを採用していないのに「一時、書類上、政策秘書に採用された状態になっていた。書類を偽造して衆議院に提出していた」と明かした。
同年11月30日午前、泉田はFNNの取材に対し、要求したのは自民党関係者だと答えた。
同日、自民党新潟県連会長の高鳥修一衆議院議員は「県連としては一切関わりのないことは（泉田に）伝えた。突然ネットに話の内容や名前を出され迷惑している」とのコメントを文書で発表した。自民党長岡支部長で新潟県議会議員の星野伊佐夫は、泉田の投稿に対し、「文書費など、選挙に必要なものは払いなさいと言ったことはあるが、それ以外は一切言っていない」と述べた。同日、自民党長岡支部は総務会を開き、衆院選新潟5区支部長について泉田の差し替えを求めていく方針を固めた。
同年12月1日、泉田は記者会見を開き、裏金を要求した人物は星野だと明らかにした。泉田の証言によると、9月4日午前、星野は泉田を自宅に呼び、衆議院新潟5区で泉田が劣勢との情勢調査の結果を見せた後、 「勝とうや。2000万（円）や3000万（円）もったいながったら人生終わるよ」と言った。その際、星野は右手の親指と人さし指で輪をつくり、大仏のようなポーズを取った後、手帳を差し出して「お願いします」というしぐさを見せた。泉田が2019年参院選の河井夫妻選挙違反事件に触れ、違法行為はできないと答えると、星野は「そういう世界だ。信用できる人にまとめて（金を）渡せ」などと収支報告書に記載しない金銭を地元の特定人物に手渡すよう求めた。泉田はこの時のやりとりを録音していると言い、県連会長の高鳥に星野の除名を求める文書を提出する予定だと述べた。
同日、星野は会見が始まる前に取材に応じ「うそでたらめを言われてもどうしようもない。ないものはないんだから」と泉田の証言を全面否定した。会見後にも星野は否定した。長岡市の自民市議の間には冷めた空気が広がっており、泉田の長岡支部の選対本部長を務めた丸山勝総市議は「われわれと泉田氏との間に信頼関係を築けなかったということの表れ」と述べた。県議会の定例会初日だった1日には党県議団の会議ではこの問題も話題になり、小野峯生幹事長は「きっちり対応する」と応じたと新潟日報は報じた。
12月2日、Twitterで泉田が対面取材を申し出ていた東国原英夫は、当該録音データは存在し、会見内容は事実だとCBC制作TBS系列の番組「ゴゴスマ」で述べた。

#### 録音データと星野の会見
12月3日朝、否定し続けていた星野は一転して「全部思い出した」と発言。同日午後、会見を開き、裏金要求などの話は「泉田さんの自作」であり、裏金に当たらない話だったと主張した。
一方、同日に9日4日に星野の自宅で採られたとされる録音データ（の一部）が報道各社を通じて公開された。

#### 盗聴器疑惑
星野県議が12月3日の午前に、泉田の事務所には盗聴器が仕掛けられていたと発言したという情報があり、泉田本人や「泉田裕彦政治経済防災研究会」はTwitterで「何らの対応」や「告訴・告発」を検討しているとした。

#### 「泉田裕彦政治経済防災研究会」による主張
12月5日、泉田の秘書が管理しているとしている「泉田裕彦政治経済防災研究会」は、Twitterで、該当音声データでは元新潟県知事で新潟県第5区で泉田が競り負けて当選した米山隆一に星野県議が言及したとした。米山本人はTwitterで法律上問題なかったと応じた。

#### 自由民主党長岡支部による解任要求
12月6日、一連の泉田の言動を受けて、星野が支部長を務める自由民主党長岡支部は「愛党精神」が欠如しているとして泉田を自由民主党新潟県5区支部長から解任するように自由民主党新潟県支部連合会に要求した。

#### 星野に対する捜査
2022年9月20日、新潟県警察は星野を公職選挙法違反の疑いで書類送検した。2023年5月24日、新潟地方検察庁は星野を不起訴処分にした。

#### 反応
弁護士の住田裕子はFNNの番組内で、音声データの発言内容が事実であるとすると星野の発言は公職選挙法違反に当たる可能性があると指摘した。
弁護士で大阪府知事などの政治家活動経験のある橋下徹はTwitterで、2008年大阪府知事選挙では自民党大阪府連から2000万円を要求されたが、寄付金として1000万円を自民党大阪府連に寄付したと明かした上で、現行ルールや慣習を批判した。
自身も元新潟県知事で、同じ新潟県第5区で争った米山隆一はTwitterで、泉田と星野の知事時代の蜜月関係から国会議員になってから変わった事が原因だと分析した。知事時代以来の両者の蜜月関係は複数メディアが報じている。

## エピソード
- アルビレックス新潟のサポーター。また新潟アルビレックスBB、新潟アルビレックス・ベースボール・クラブの試合では複数回にわたり始球式を務めた。
- アルビレックス新潟の池田弘会長は、泉田知事が2004年に初めて知事選に出馬した際に設立された支援団体「はばたく！新潟県の新時代をつくる会」会長を務め、泉田知事の後援会の副会長も務めた。池田会長が設立した事業創造大学院大学の新聞広告には泉田知事が登場している。
- 2004年の新潟県知事選挙においては、選挙プランナーの三浦博史が泉田陣営の選挙参謀を務めた。
- アマチュア無線家。コールサインはJHØCPA、のち7K1KJK。第2級アマチュア無線技士[97]。

## 選挙歴
| 当落 | 選挙                   | 執行日         | 年齢 | 選挙区      | 政党       | 得票数     | 得票率 | 定数 | 得票順位 /候補者数 | 政党内比例順位 /政党当選者数 |
| ---- | ---------------------- | -------------- | ---- | ----------- | ---------- | ---------- | ------ | ---- | ------------------ | ---------------------------- |
| 当   | 2004年新潟県知事選挙   | 2004年10月17日 | 42   | ーー        | 無所属     | 34万4904票 | 33.16% | 1    | 1/6                | /                            |
| 当   | 2008年新潟県知事選挙   | 2008年10月19日 | 46   | ーー        | 無所属     | 75万9936票 | 84.62% | 1    | 1/2                | /                            |
| 当   | 2012年新潟県知事選挙   | 2012年10月21日 | 50   | ーー        | 無所属     | 75万9718票 | 90.71% | 1    | 1/3                | /                            |
| 当   | 第48回衆議院議員総選挙 | 2017年10月22日 | 55   | 新潟県第5区 | 自由民主党 | 9万1855票  | 51.82% | 1    | 1/3                | /                            |
| 比当 | 第49回衆議院議員総選挙 | 2021年10月31日 | 59   | 新潟県第5区 | 自由民主党 | 6万837票   | 34.43% | 1    | 2/3                | 4/6                          |
| 落   | 第50回衆議院議員総選挙 | 2024年10月27日 | 62   | 新潟県第4区 | 無所属     | 4万3396票  | 20.78% | 1    | 3/3                | /                            |

## 所属団体・議員連盟
- 自民党たばこ議員連盟[98]
- 日本の未来を考える勉強会

## 著書
- 『知識国家論序説 -新たな政策過程のパラダイム-』（共著）東洋経済新報社、2003年。ISBN 4-492-21136-5
- 『空港手荷物の利用と実証実験について』（共著） 社団法人日本自動認識システム協会。
- 『デジタルID革命』（共著） 日本経済新聞社、2004年。ISBN 4-532-31117-9
- 『国際複合一貫輸送における課題と展望』日本工業出版。
- 『みんなの命を救う - 災害と情報アクセシビリティ』（共著） NTT出版、2006年。ISBN 4-7571-0186-4